# Restrepo (Meta)
Restrepo es uno de los 29 municipios del departamento del Meta, en la región de la Orinoquía de Colombia. Se encuentra a 14 km de la ciudad de Villavicencio, capital del mismo departamento, y a aproximadamente 133 km de Bogotá, la capital del país. El municipio de Restrepo se alza a 570 m s. n. m. y está ubicado en el Piedemonte Llanero del departamento del Meta. 
Ha llegado a ser reconocido como “Capital Salinera” por la explotación artesanal de sal; luego, con la categoría de “Municipio Verde”, por su riqueza natural y paisajística. Actualmente y desde hace unos años se reconoce como “Capital Mundial del Pan de Arroz” a causa de la creciente demanda de este producto. Restrepo es considerada como una de las poblaciones más pintorescas del Meta y los Llanos Orientales.

## Historia
Fue fundado en 1905 como Caserío 
. Por Decreto 904 del 23 de septiembre de 1912 fue elevado a la categoría de municipio, dándosele el nombre de La Colonia, y a partir del 4 de diciembre de 1915 le fue dado su nombre actual, Restrepo.
Al parecer la presencia humana en los yacimientos salinos de Upín se presentó desde tiempos prehispanos con integrantes de la familia Guayupe, quienes utilizando la sal sostuvieron intercambios comerciales con habitantes de las fronterizas provincias Muiscas.
Tuvo su origen bajo el Gobierno del General Rafael Reyes, cuando este mandatario dispuso en 1906, la creación de una Colonia Penal en el sitio que hoy ocupa la población. Se afirma que uno de los motivos que movieron al Gobierno a establecer allí la Colonia fue el de utilizar a los penados en el laboreo de las salinas de Upín y en la extracción de la quina. Un jueves 22 de junio de 1906 en inmediaciones del sitio en que hoy está ubicado el Santuario Inmaculada Concepción acamparon 40 militares comandados por el Teniente Benjamín Ferro, el Médico Dr. Roldán Álvarez y 80 presos de todas las clases sociales; unos por delitos políticos, otros por delitos comunes, y así se fueron adelantando los trabajos hasta hallar la veta e iniciar excavaciones en donde hoy florece la Mina de Sal. Los primeros penados iniciaron trabajos de limpieza del terreno desde el río Upín hasta el viejo Caney. La Colonia tuvo poca duración, pues fue retirada en el año de 1909 y varios penados que cumplieron allí su condena se quedaron viviendo en la población con sus familias, dedicadas al trabajo generador y ejemplar creando el caserío de La Concepción. Luego, mediante el decreto 904 del 23 de septiembre de 1912, se eleva a categoría de municipio, con el nombre de “La Colonia”.
Los doctores Miguel Abadía Méndez y Marco Tulio Vergara Rey exiliados políticos, organizaron sus respectivos Hatos Guayabal y el Caibe. Don Roberto Rodríguez quien sucedió al primer administrador de Salinas trabajó intensamente por la estabilización y adelanto del naciente municipio que ya fue conocido con el nombre de La Colonia. Los principales pobladores o fundadores fueron: Ramón Ciro, Lisandro Sogamoso, Vidal Herrera, Domingo Gutiérrez, Ignacio Prieto Restrepo, Antonio Flores, Roberto González, Juan Pinto, Agustín Nieto, Román Álvarez y Felipe Hernández quienes en su mayoría llegaron de Cáqueza (Cundinamarca) y Guayatá (Boyacá). Hasta 1915 se denominó La Colonia. En este año el Gobierno dictó el Decreto N.º 2010 del 9 de diciembre cambiando el nombre de La Colonia por el de “Restrepo”, como se ha seguido llamando hasta la actualidad, en homenaje al Dr. Emiliano Restrepo Echeverría (1832-1917), abogado y parlamentario que donó los terrenos donde se levanta hoy la población en el casco urbano y a quien se debe la elevación de Restrepo a la categoría de municipio, así como la instalación de la primera planta eléctrica y del servicio telefónico en el territorio local.
En el año de 1955 el territorio fue segregado en dos partes: Restrepo y el, hoy en día, municipio vecino, conocido con el nombre de Cumaral.

## Símbolos

### Bandera
Está constituida por dos colores: verde en su parte superior que simboliza el Gran Piedemonte Llanero y la Sabana, y blanco en representación de la sal, su riqueza minera. Dentro de este color, con el que se forma un céntrico rombo, está, en la parte superior, el escudo municipal, y en la inferior, un resplandeciente sol en el horizonte que ilumina todo este entorno que enmarca la paz y la esperanza.

### Escudo
Está conformado por tres sectores que prevalecen en el municipio. El primero representa la ganadería, factor principal productivo y de comercio; el segundo un atardecer de Piedemonte, la sabana y un sol con una cruz blanca, símbolo de la fe religiosa; y el tercero la producción salina de su territorio. Los abraza una corona de laurel, como muestra de la gloria y la esperanza de su pueblo, unida por una cinta marcada con el año en que fue otorgado su actual nombre.
La bandera y el escudo fueron institucionalizados por medio del Decreto 060 del abril 28 del año 2001, y creado por un hijo de Restrepo, el señor Jarlin Nixon Herrera Ávila.

### Himno
Letra: Lic. Rosa Aurora Romero de Roldán
Música: Néstor Angulo
| Coro: Eres Restrepo del alma Hermosa tierra llanera Cuna de amor y cultura Y capital salinera; Símbolo de gratitud De Lealtad y de Honor Tu nombre guarda memoria A tu ilustre fundador. |  | I En mil novecientos seis Iniciando el siglo veinte, Tu corazón fue colonia Y albergue de nueva gente, Con orden para explotar El precioso mineral, Riquezas de tus entrañas Y alimento universal. |  | II Natural, virgen fértil Obra de la creación, Hoy tu santuario venera Inmaculada Concepción; De Colonia a Inspección Y luego a corregimiento En mil novecientos quince Municipio de Restrepo. |  | III Tesoro más valioso Es tu gente; su raigambre, Solidaridad, respeto, Y la fe en Dios su estandarte. Fortalezas del turismo Tu gran hospitalidad, La marginal de la selva Y el festival de la Sal. |  | IV Embellecen tu paisaje El río Caney, el Samán Tus regiones y horizonte La Cordillera Oriental, El embrujo de tu suelo Agrícola y ganadero, Galantes y blancas garzas Bajo el cielo veranero. |

## Toponimia
El municipio lleva el nombre del entonces abogado liberal antioqueño Emiliano Restrepo Echavarría, propietario de la Hacienda Vanguardia, que donó el lote de terreno donde se constituyó el caserío, donde hoy se ubica el municipio.

## Límites
Restrepo está delimitado por los siguientes municipios:
| Noroeste: San Juanito (Farallones de Gachalá-Medina) | Norte: Medina ( Cundinamarca)      | Nordeste: Cumaral                         |
| Oeste: El Calvario                                   |                                    | Este: Límite entre Cumaral y Puerto López |
| Suroeste: Villavicencio                              | Sur: Villavicencio (río Guataquía) | Sureste: Puerto López (río Guataquía)     |

## Organización político-administrativa

### Administración municipal

#### Alcalde
El alcalde del municipio de Restrepo, Meta es el jefe de gobierno local y de la administración municipal, representando legal, judicial y extrajudicialmente al municipio. El cargo es elegido democráticamente por un periodo de cuatro años. La primera autoridad municipal es Dani Ferney Linares, elegido por votación popular en las elecciones regionales del 29 de octubre de 2023. Su mandato comenzó el 1 de enero de 2024 y terminará el 31 de diciembre de 2027.

#### Secretarías y entidades descentralizadas
El municipio de Restrepo, Meta, cuenta con las siguientes secretarías y entidades descentralizadas:
- Secretaría de Planeación: Formula, ejecuta y realiza seguimiento y control a los proyectos de infraestructura física municipal, expide licencias urbanísticas, administra el Sistema de Identificación y Clasificación de Potenciales Beneficiarios para Programas Sociales (SISBEN), gestiona proyectos de vivienda de interés social prioritario y a través del Banco de Programas & Proyectos de Inversión Municipal procura que las decisiones de inversión del municipio obedezcan a criterios de planificación, desarrollo y beneficio socioeconómico.
- Secretaría de Medio Ambiente.
- Secretaría Social y Desarrollo Comunitario: Coordina el Plan de Salud Territorial, los programas de educación; niñez, infancia y adolescencia, Más Familias en Acción; Equidad de Género; atención integral al adulto mayor; atención integral a la población en condición de discapacidad y la Plataforma Municipal de Juventudes.
- Secretaría de Gobierno: Desarrolla acciones propuestas por el alcalde municipal para consolidar la gobernabilidad de la administración municipal, consolidando la convivencia pacífica de los ciudadanos y la conservación del orden público a través de la coordinación interinstitucional. Además, adelantar acciones preventivas y de atención de emergencia y desastres en el territorio municipal.
- Secretaría de Hacienda: Asume con responsabilidad la administración y el manejo de los recursos, generando estrategias que contribuyan a mejorar los ingresos-; base del equilibrio financiero del municipio.
- Secretaría de Turismo.
- Secretaría de Deportes: Ejecuta al menos nueve programas de formación deportiva, actividad fìsica y recreación, en diferentes disciplinas.
- Oficina de Control Interno.
- Instituto Municipal de Cultura: Ejecuta programas de formación artística y cultural, en diferentes disciplinas de ejecución instrumental y danza llanera; y administra la Biblioteca Pública Municipal.
- Empresa de servicios públicos de Restrepo AGUAVIVA S.A. E.S.P.: Garantiza la cobertura de los servicios de aseo, acueducto y alcantarillado en el municipio.

#### FrigoRestrepo
El 19 de mayo de 2017, el alcalde de Restrepo, Meta, debidamente facultado por el Concejo Municipal, suprime de la Administración Municipal el Centro Ganadero y Frigorífico Municipal «CEGAGRIM»; decisión sustentada en estudio técnico, económico y financiero realizado. En su lugar inició operaciones una empresa de economía mixta bajo el nombre «FrigoRestrepo», en la que el municipio cuenta con participación en acciones.

#### Concejo
El Concejo Municipal es el encargado de ejercer control político al ejecutivo y expedir normas para promover el desarrollo integral del municipio y sus habitantes, en cumplimiento de los fines esenciales del Estado social de derecho. Sus actos administrativos se denominan «acuerdos». Se encuentra compuesto por 11 concejales, que son elegidos democráticamente para un periodo de cuatro años. El presidente del concejo para el año 2017 es Pedro José Lesmes Jara.

## División Político-Administrativa

#### Cabecera municipal
La Cabecera municipal se encuentra dividida en 30 barrios (y urbanizaciones): Centro, Antonio Nariño, Ospina Pérez, Gaitán, Acacías, Los Almendros, Simón Bolívar, Libertador, Villa Reina, El Progreso, Manantial, El Recreo, El Guamito, La Plazuela, Veinte de Julio, Minuto de Dios, Villas del Sol, Nuevo Horizonte, Brisas del Llano, Senderos del Llano, Villa Santos, Urbanización Balcones del Llano, Urbanización Los Rosales, Multifamiliares María del Carmen, Villamaría, Diamante, Cristales del Llano, Balcones del Sol, Torres de Cofrem y Torres de Samán.

### Veredas
Restrepo tiene constituido las siguientes veredas: Puente Amarillo, Santa Cecilia, San Isidro, Brisas de Upín, Miralindo, Choapal, Santa Lucía, Caney Alto, Caney Alto Oriental, Caney Bajo, Los Medios, San Jorge, Vega Grande, Sardinata, La Floresta, Marayal, EL Caibe, Balcones, San Carlos y Salinas.

## Clima
En Restrepo la temperatura varía entre 34.4 °C y 17.2 °C, siendo la media de 25.8 °C. La humedad relativa es de 83 %, alcanzando valores del 93 % en la época lluviosa y de 56 % en la época seca. El brillo solar es de unas 1.200 horas al año, lo que indica que el sol sale entre 6 y 7 horas diarias, la precipitación pluvial alcanza los 5.062 mm de agua, promedio anual. El régimen anual para el vector viento, tiene como sentido predominante la dirección NE y NW y está asociado a la dinámica de los vientos alisios, con valores de velocidad media anual de 7,2 m/s, registro que se incrementa sobre las 13 horas del día; los vientos locales se manifiestan como corrientes de aire subyacentes provocados por fuertes calentamientos, originando lluvias de convención.
El régimen pluviométrico es monomodal, con dos épocas bien definidas, una de lluvias intensas y otra con lluvias escasas, siendo los meses lluviosos abril, mayo, junio, julio, agosto, septiembre, octubre y noviembre, observándose dos picos de mayor pluviosidad, uno en el mes de mayo y otro menor en el mes de octubre, agosto es el mes de menor pluviosidad en este periodo. A partir del mes de diciembre se inicia la época seca siendo los meses más secos enero y febrero. En cercanías al casco urbano se ubica una estación meteorológica del HIMAT.

## Educación
Restrepo posee uno de los mejores colegios de Colombia: Institución Educativa Francisco Torres León, el cual se posicionó en el puesto 254 de un total de 9.500 colegios del país calificados según el examen de estado ICFES (Información tomada de la revista Dinero), y en el primer puesto del departamento.[¿cuándo?]
La Institución Educativa Emiliano Restrepo Echavarría es considerada, por su antigüedad y cobertura, como la entidad educativa más relevante del municipio. Inició labores en el año 1970 únicamente con el grado sexto, bajo el nombre de «Colegio Cooperativo de Restrepo». En el año 1971 se amplió el servicio a los grados séptimo, octavo y noveno, y su nombre cambió al de «Colegio Cooperativo Integrado Capitán Domingo Mirabal». En el año 1973 la institución recibe el nombre de «Colegio Departamental de Restrepo» y crea el grado décimo. Finalmente, desde el año 1974, el colegio crea el grado undécimo, ofreciendo así el bachillerato completo. Actualmente, la Institución Educativa Emiliano Restrepo Echavarría cuenta con cinco sedes (la sede principal de bachillerato y las escuelas de educación básica primaria «Policarpa Salavarrieta», «Jorge Eliécer Gaitán», «Antonio Nariño» y «Emiliano Restrepo»). La sede principal opera en instalaciones nuevas, ubicadas a las afueras del municipio. Dichas instalaciones incluyen un Punto Vive Digital Plus, espacio público que integra salas de cómputo, estudios de grabación de audio y video, y una sala con consolas XBOX, en cumplimiento del plan de tecnología del Ministerio de Tecnologías de la Información y las Comunicaciones, que busca el desarrollo del ecosistema digital nacional.
Restrepo cuenta con otras sedes educativas: el Centro Educativo Rural, que agrupa 15 sedes educativas públicas ubicadas en las diferentes veredas del municipio, e instituciones privadas como el Colegio Los Portales, el Instituto Comercial María Montessori, el Liceo Psicopedagógico Mi Amado Jesús y el Instituto Educativo CETEL.

## Religión
Al igual que en el resto de Colombia, la Constitución Política garantiza la libertad de credos y cultos. Esto hace que durante diferentes épocas del año sean comunes las celebraciones religiosas, convirtiendo el municipio de Restrepo en destino turístico para este tipo de actividades.
Desde sus primeros años el municipio ha tenido una tradición de arraigo al catolicismo, contando actualmente con tres templos de dicha denominación en el área urbana y el Seminario Mayor Nuestra Señora del Carmen de la Arquidiócesis de Villavicencio, que opera desde 1993.
Restrepo alberga además otros movimientos religiosos, como el protestantismo, que cuenta con más de ocho templos en diferentes sectores y un centro de misiones dedicado a entrenar líderes cristianos y evangelizar comunidades índígenas en Colombia, que opera bajo el nombre CRISALINCO. El protestantismo se destaca como el movimiento que más ha crecido en los últimos años en número de fieles, tanto en el municipio, como en todo el país.

## Hidrografía
Los principales ríos que bañan el municipio son el Caney, la quebrada de Salinas, el Guatiquía y el Upín. Este último atraviesa el casco urbano del municipio.

## Turismo

### Sitios de interés
- Parque Central
- Iglesia de la Inmaculada Concepción: Único Santuario del Departamento del Meta.
- Manantial de la Virgen: Ubicado en la vereda Miralindo, a 40 minutos caminando en ascenso. Es un nacedero de agua donde, cuentan, se apareció la Virgen, a ello debe su nombre. Se realizan frecuentes peregrinaciones en épocas especiales como el 8, 24 y 31 de diciembre.
- Museo Del Vaquero
- Salinas de Upín: Se puede apreciar el proceso de explotación de sal roca.
- Complejo Ganadero Municipal
- Corredor turístico Caney Alto: Vereda muy cercana a la zona urbana en la que se han ido localizando cabañas de descanso, estaderos y balnearios.
- Reserva Natural Rancho Camaná: Granja agroecológica, agroturística, integral y autosostenible, de 1.7 hectáreas, donde se trabajan procesos de conservación y producción.
- Centro Comercial (amanecer): Fundado en diciembre de 2017

- La Cosmopolitana: Ubicada en la vereda La Floresta, esta granja produce alimentos orgánicos, desde la conservación de la semilla; procesa la caña y endulza sus productos con miel; los alimentos son consumidos en la misma granja. Ofrece servicios de alojamiento, restaurante, bar, pesca deportiva, caminatas ecológicas, recorridos, huerta casera, siembras y frutales. Cuenta con sectores definidos para seguridad alimentaria humana y animal.
- Campo Ecológico Gramalote: Te ofrece vivir y disfrutar una de las experiencias que más identifican al llano, el montar a caballo

- Mirador. a 20 minutos en carro

### Festividades
- Semana Santa: Reconocida en el ámbito nacional por su devoción y la peregrinación al “Manantial de la Virgen”, lugar donde cuentan los lugareños: "se apareció la Virgen".
- Parrando Llanero: Es un concierto realizado históricamente en la Concha Acústica José Manuel Sandoval, en el que se presentan grandes exponentes de la música llanera.
- Festival Nacional de la Sal: Se realiza en el mes de diciembre, cada dos años; dentro de las actividades principales se realizan: elección y coronación de la reina de la sal, actividades de coleo, visita a la mina de sal, feria artesanal y verbenas populares.
- Feria Expoterneros y Feria Equina: Realizada todos los años en el mes de noviembre, es la única feria de terneros del país.
- Día del Campesino: Celebración realizada a mitad de año, que exalta y reconoce la labor de las familias rurales del municipio.

## Gastronomía
En Restrepo se encuentran restaurantes de comida típica, destacando los siguientes platos: mamona o carne a la llanera, mojarra, cachama frita y sancocho de gallina. Actualmente se reconoce al municipio como la "Capital Mundial del Pan de Arroz", dado el alto consumo de este producto por los locales y visitantes, además de otros como el masato y los envueltos de arroz, yuca y mazorca. Los principales postres típicos del municipio son: queso siete cueros con panelitas, cuajada con mielmesabe, tres leches y arroz con leche.
En relación con el pan de arroz, este es elaborado actualmente por los siguientes establecimientos y empresas:
- Panadería Lanzallamas.
- Fábrica de Pan de Arroz "El Alcaraván".
- Lácteos Las 3 Marías
- Fábrica de Pan de Arroz "El Samán".
- Industria Colombiana de Comestibles El Baqueano SAS
- Panadería Pan Caliente.
- Lácteos el Garzero.
- Industria Láctea 7 maravillas SAS

## Servicios públicos
- Energía Eléctrica: Electrificadora del Meta (EMSA), es la empresa prestadora del servicio de energía eléctrica.
- Gas Natural: Llanogas, es la empresa distribuidora y comercializadora de gas natural en el municipio.